# Nyelidovói járás

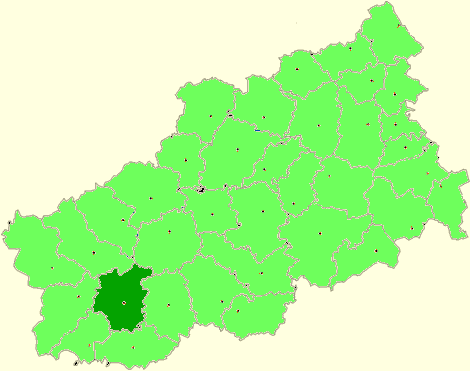
A Nyelidovói járás a Tveri területen

A Nyelidovói járás (oroszul Нелидовский район) Oroszország egyik járása a Tveri területen. Székhelye Nyelidovo.

## Népesség
- 1989-ben 11 829 lakosa volt.
- 2002-ben 9 144 lakosa volt.
- 2010-ben 30 731 lakosa volt, melyből 27 563 orosz, 613 cigány, 171 ukrán, 96 örmény, 85 fehérorosz, 73 tatár, 57 üzbég, 53 azeri, 52 csuvas, 35 tadzsik, 35 török, 29 moldáv, 22 német, 17 dargin, 15 grúz, 15 kirgiz, 14 zsidó, 12 lezg stb.